# Carex brachycalama
Carex brachycalama är en halvgräsart som beskrevs av August Heinrich Rudolf Grisebach. Carex brachycalama ingår i släktet starrar, och familjen halvgräs. Inga underarter finns listade i Catalogue of Life.